# Mariano Roque Alonso
Mariano Roque Alonso − miasto paragwajskie położone w departamencie Central w zespole miejskim Asunción. W roku 1982 miasto liczyło zaledwie 2681 mieszkańców (według spisu z 11 lipca 1982), a w 2002 ponad 65 tys. mieszkańców.